# Campeonato Uruguayo de Fútbol Femenino 2025
El Campeonato Uruguayo de Fútbol Femenino es el 29.° torneo de primera división del fútbol femenino uruguayo organizado por la AUF. 

## Equipos participantes

### Ascensos y descensos
Un total de 10 equipos disputarán el campeonato, incluyendo 8 equipos de la temporada pasada, y 2 equipos ascendidos de la Segunda División Femenina.
| Club        | Ascendido como                |
| ----------- | ----------------------------- |
| Bella Vista | Campeón Segunda División 2024 |
| Cerrito     | 2º Segunda División 2024      |

| Club         | Descendido como        |
| ------------ | ---------------------- |
| Racing       | 4.º Zona Descenso 2024 |
| Boston River | 5.º Zona Descenso 2024 |
| Danubio      | 6.º Zona Descenso 2024 |

| Club  |
| ----- |
| Fénix |

### Datos de los equipos
| Club                 | Ciudad     | Estadio            | Capacidad | Fundación                | Temporadas | Temp. Consecutivas | Títulos | Subtítulos | 2024 |
| -------------------- | ---------- | ------------------ | --------- | ------------------------ | ---------- | ------------------ | ------- | ---------- | ---- |
| Defensor Sporting    | Montevideo | -                  | -         | 15 de marzo de 1913      | 5          | 5                  | 1       | —          | 3.º  |
| Liverpool            | Montevideo | -                  | -         | 15 de febrero de 1915    | 11         | 7                  | —       | —          | 5.º  |
| Nacional             | Montevideo | Los Céspedes       | -         | 14 de mayo de 1899       | 23         | 15                 | 7       | 11         | 1º   |
| Peñarol              | Montevideo | José Pedro Damiani | 12.000    | 28 de septiembre de 1891 | 10         | 8                  | 4       | 3          | 2º   |
| Montevideo Wanderers | Montevideo | -                  | -         | 15 de agosto de 1902     | 18         | 3                  | —       | 2          | 4.º  |
| Montevideo City      | Montevideo | -                  | -         | 26 de diciembre de 2007  | 2          | 2                  | —       | —          | 6.º  |
| San Jacinto Keguay   |            | -                  | -         |                          | 4          | 1                  | —       | —          | 8º   |
| Canadian             | Montevideo | -                  | -         | 14 de febrero de 2011    | 1          | 1                  | —       | —          | 9º   |
| Bella Vista          | Montevideo | -                  | -         |                          | 7          | —                  | —       | —          |      |
| Cerrito              | Montevideo | -                  | -         |                          | —          | —                  | —       | —          |      |

1. ↑  Como San Jacinto Rentistas.

## Clasificatorio

### Posiciones
| Pos. | Equipo               | Pts. | PJ | G | E | P | GF | GC | Dif. |  |
| ---- | -------------------- | ---- | -- | - | - | - | -- | -- | ---- |  |
| 1    | Nacional             | 25   | 9  | 8 | 1 | 0 | 45 | 1  | +44  |  |
| 2    | Peñarol              | 23   | 9  | 7 | 2 | 0 | 44 | 1  | +43  |  |
| 3    | Montevideo Wanderers | 19   | 9  | 6 | 1 | 2 | 18 | 17 | +1   |  |
| 4    | Liverpool            | 18   | 9  | 6 | 0 | 3 | 32 | 11 | +21  |  |
| 5    | Defensor Sporting    | 16   | 9  | 5 | 1 | 3 | 35 | 8  | +27  |  |
| 6    | Montevideo City      | 9    | 9  | 2 | 3 | 4 | 10 | 17 | −7   |  |
| 7    | Canadian             | 7    | 9  | 2 | 1 | 6 | 13 | 41 | −28  |  |
| 8    | San Jacinto Keguay   | 6    | 9  | 2 | 0 | 7 | 9  | 34 | −25  |  |
| 9    | Cerrito              | 4    | 9  | 1 | 1 | 7 | 8  | 54 | −46  |  |
| 10   | Bella Vista          | 3    | 9  | 1 | 0 | 8 | 5  | 35 | −30  |  |

Actualizado a los partidos jugados el 28 de julio de 2024.
 Fuente: AUF
|  | Clasificado a ronda por el Título |

|  | Clasificado a ronda por el Descenso |